# Cantonul Pavilly
Cantonul Pavilly este un canton din arondismentul Rouen, departamentul Seine-Maritime, regiunea Haute-Normandie, Franța.

## Comune
| Comune                 | Populație (1999) | Cod poștal | Cod INSEE |
| ---------------------- | ---------------- | ---------- | --------- |
| Barentin               | 12 836           | 76360      | 76057     |
| Beautot                | 106              | 76890      | 76066     |
| Betteville             | 485              | 76190      | 76089     |
| Blacqueville           | 598              | 76190      | 76099     |
| Bouville               | 994              | 76360      | 76135     |
| Butot                  | 275              | 76890      | 76149     |
| Carville-la-Folletière | 222              | 76190      | 76160     |
| Croix-Mare             | 590              | 76190      | 76203     |
| Écalles-Alix           | 501              | 76190      | 76223     |
| Émanville              | 508              | 76570      | 76234     |
| La Folletière          | 56               | 76190      | 76267     |
| Fresquiennes           | 979              | 76570      | 76287     |
| Fréville               | 797              | 76190      | 76289     |
| Goupillières           | 371              | 76570      | 76311     |
| Gueutteville           | 66               | 76890      | 76335     |
| Limésy                 | 1 306            | 76570      | 76385     |
| Mesnil-Panneville      | 515              | 76570      | 76433     |
| Mont-de-l'If           | 96               | 76190      | 76444     |
| Pavilly                | 6 140            | 76570      | 76495     |
| Sainte-Austreberthe    | 583              | 76570      | 76566     |
| Saint-Ouen-du-Breuil   | 685              | 76890      | 76628     |
| Villers-Écalles        | 1 781            | 76360      | 76743     |